# Jean-Marc Nudant
Jean-Marc Nudant, est un homme politique français, né le 20 janvier 1942 à Besançon (Doubs) et mort le 15 septembre 2015 à Dijon (Côte-d'Or). Il fait partie du groupe UMP.
Gaulliste de cœur, il collait déjà à 16 ans les affiches du Général de Gaulle. Membre du RPR, dont il fut le secrétaire départemental pendant 15 années, il a choisi de rejoindre l'UMP.

## Parcours personnel et professionnel
Après des études au lycée Saint-Joseph de Dijon, il commence sa vie professionnelle à l'entreprise d'avions Robin. Son service militaire en Algérie effectué, il devient technicien automobile et reprend l'entreprise familiale créée par son père en 1927. Comme le veut la tradition artisanale, il forme de nombreux apprentis. Jean-Marc Nudant est marié. Il a deux enfants et six petits-enfants.

## Parcours politique
En 1977, Robert Poujade lui demande d'entrer dans son équipe municipale. De 1983 à 1999, il est adjoint au maire chargé des travaux et du patrimoine. Élu conseiller municipal dans l'opposition en 2001, il impulse la création de l'Union pour l'Avenir de Dijon (UAD)dont le président est François-Xavier Dugourd. 
En 1982, il devient conseiller général d'un canton jusque-là à gauche. Il devient 1er secrétaire puis vice-président de l'Institution départementale. Pour respecter la loi sur le non-cumul des mandats, il ne se représente pas en 2001. 
En 1998, suppléant de Louis de Broissia, il devient député de la 2e Circonscription de la Côte-d'Or (lors d'une législative partielle) à la suite de la démission du député Louis de Broissia et à l'élection de ce dernier au Sénat. En 2002, il est réélu avec près de 57 % des voix. À l'Assemblée Nationale, il est membre de la Commission des affaires économiques, de l'environnement et du territoire. Il préside le groupe d'étude parlementaire consacré à l'automobile.
Jean-Marc Nudant s'est retiré de la vie politique en 2007. Rémi Delatte est le nouveau député de la deuxième circonscription de la Côte-d'Or.

## Mandats
- En 1977, Robert Poujade lui demande d'entrer dans son équipe municipale
- 21/03/1977 - 13/03/1983 : membre du conseil municipal de Dijon (Côte-d'Or)
- 22/03/1982 - 02/10/1988 : membre du Conseil général de la Côte-d'Or
- 14/03/1983 - 19/03/1989 : adjoint au maire de Dijon chargé des travaux et du patrimoine
- 03/10/1988 - 27/03/1994 : vice-président du Conseil général de la Côte-d'Or
- 20/03/1989 - 18/06/1995 : adjoint au maire de Dijon
- 28/03/1994 - 18/03/2001 : membre du Conseil général de la Côte-d'Or
- 28/03/1994 - 22/03/1998 : vice-président du Conseil général de la Côte-d'Or
- 19/06/1995 - 29/11/1998 : adjoint au maire de Dijon
- 30/11/1998 - 2002 : élu député de la 2e circonscription de la Côte-d'Or lors d'une législative partielle faisant suite à l'élection de Louis de Broissia au Sénat.
- 2002 - juin 2007 : réélu avec près de 57 % des voix député de la 2e circonscription de la Côte-d'Or.

## Distinctions
- Chevalier de la Légion d'honneur du 12 avril 2009[2]
- Chevalier de l'Ordre national du Mérite
- Titulaire de la médaille d’argent de l'enseignement technologique